# アレックス・バジェ
アレックス・バジェ・ゴメス（Álex Valle Gómez、2004年4月25日 - ）は、スペイン・カタルーニャ州バダロナ出身のサッカー選手。コモ1907所属。ポジションはDF。

## クラブ経歴
カタルーニャ州のバダロナに生まれ、2014年にFCバルセロナのカンテラに入団した。2021-22シーズンにBチームでデビューし、2022年11月1日、UEFAチャンピオンズリーグのFCヴィクトリア・プルゼニ戦でトップチームデビューを果たした。
2023年1月31日、セグンダ・ディビシオンのFCアンドラへシーズン終了までレンタル移籍することが決定した。
2023年8月14日、2023-24シーズンはレバンテUDへレンタル移籍することが発表された。
2024年8月28日、セルティックFCへ1年間レンタル移籍した。
2025年1月31日、コモ1907へレンタル移籍した。6月3日に完全移籍となった。